# Tomislav Hordov
Tomislav Hordov (Croacia, 6 de abril de 1980) es un árbitro de baloncesto croata de la ABA Liga.

## Trayectoria
Es árbitro internacional, dirigiendo partidos de Euroliga y Eurocup desde el año 2014. Ha dirigido partidos en las fases finales de dichas competiciones.
También ha dirigido partidos de Clasificación para el Campeonato Europeo de Baloncesto Masculino de 2015, en su etapa de internacional por la FIBA.